# Earned run average
ERA (Earned run average) — статистический показатель в бейсболе. Показывает уровень подачи питчера, то есть сколько ранов он пропускает в среднем за 9 иннингов. Чем ниже ERA, тем лучше он бросает.

## Способ высчитывания
Количество ранов в сезоне (игре) делится на количество проведённых иннингов в сезоне (игре) и умножается на 9. То есть, если питчер пропустил 100 ранов за 200 иннингов, то его ERA = (100/200)*9=4.50.

## Лидеры
| # | Игрок            | ERA  | Команды        | Годы    |
| - | ---------------- | ---- | -------------- | ------- |
| 1 | Эд Уолш          | 1.82 | Чикаго, Бостон | 1904-17 |
| 2 | Эдди Джосс       | 1.89 | Кливленд       | 1902-10 |
| 3 | Альберт Спэлдинг | 2.04 | Бостон, Чикаго | 1871-77 |